# Rafał Piotrowiak
Rafał „Kuzyn” Piotrowiak (ur. 29 czerwca 1971) – polski perkusista rockowy.
Udzielał się lub udziela w zespołach: Pidżama Porno, Strachy na Lachy, Raj Krat, Pepesza, Okrzyk Śmierci, Babayaga ojo.
Z wykształcenia jest kucharzem. Jest żonaty, ma córkę oraz syna. Jest kuzynem Juliana Piotrowiaka.